# 日野田浩行
日野田 浩行（ひのだ ひろゆき、1961年 - ）は、日本の憲法学者。法政大学専門職大学院法務研究科教授。

## 略歴
1987年、九州大学法学部卒業後、同大学大学院法学研究科公法学専攻博士後期単位取得満期退学。その後、法政大学専門職大学院法務研究科 教授へと着任する。

## 著作等

### 論文
- 『民主制原理と機能的自治』（曽我部真裕・赤坂幸一編『大石眞先生還暦記念・憲法改革の理念と展開（上巻）』、2012年）
- 『差別禁止と私的自治』（法学志林、2019年）
- 『裁判官によるフェイスブック上の投稿と懲戒処分』（民商法雑誌、2022年）

## 専門分野
- 憲法
- ドイツ法